# (21662) Benigni
Pour les articles homonymes, voir Benigni.
(21662) Benigni est un astéroïde de la ceinture principale.

## Description
(21662) Benigni est un astéroïde de la ceinture principale. Il fut découvert le 1er septembre 1999 à Stroncone par l'Observatoire astronomique Santa Lucia de Stroncone. Il présente une orbite caractérisée par un demi-grand axe de 2,54 UA, une excentricité de 0,17 et une inclinaison de 13,0° par rapport à l'écliptique.

## Compléments